# Werner Kohlmeyer
Werner Kohlmeyer (Kaiserslautern, 19 de abril de 1924 — Mainz-Mombach, 26 de março de 1974) foi um futebolista alemão. Foi um dos defensores titulares da seleção alemã-ocidental campeã da Copa do Mundo FIFA de 1954, a primeira ganha pelos alemães. Na ocasião, era um dos cinco titulares que pertenciam ao Kaiserslautern, clube que formava a base da seleção e que foi dominante no início da década de 1950 no campeonato alemão-ocidental, que ali obteve seus dois primeiros títulos alemães.[carece de fontes?] Começou no time aos oito anos de idade e nele jogou até encerrar a carreira, em 1962.
Kohlmeyer era conhecido mais pelo porte físico avantajado e pela disposição, pois sua técnica era considerada "rudimentar". Após encerrar a carreira, sofreu com problemas relacionados ao alcoolismo, sendo inclusive o primeiro dos titulares campeões a falecer, em 1974.

## Carreira clubística
Kohlmeyer estreou no futebol adulto na temporada 1941-42, pelo Kaiserslautern,[carece de fontes?] de sua cidade natal, em plena Segunda Guerra Mundial. Na época, a primeira divisão alemã, chamada Gauliga, era disputada primeiramente através de diversos torneios regionais, incluindo na Áustria e nos Sudetos, com os líderes avançando a partidas eliminatórias em uma fase nacional. O Kaiserslautern liderou um dos dois subgrupos do Sudoeste, mas na fase nacional não foi páreo ao Schalke 04, contra quem foi eliminado nas oitavas-de-final por 9-3. O clube azul de Gelsenkirchen seria adiante era a grande potência alemã na época, com seis títulos e três vice-campeonatos entre 1933 e 1942,[carece de fontes?] gerando percepção de que seria inclusive o time pelo qual torceria Adolf Hitler. O Schalke, de fato, terminaria campeão.[carece de fontes?]
Nas duas temporadas seguintes, os campeões regionais foram clubes de Saarbrücken, ao passo que o agravamento da guerra impediu a temporada de 1944-45. O futebol foi retomado na temporada 1945-45, com o Kaiserslautern passando a disputar o Grupo do Sudoeste da chamada Oberliga. O clube terminou na segunda colocação do grupo, um ponto abaixo do Saarbrücken. O Kaiserslautern, porém, veio a se tornar líder quase ininterrupto entre as temporadas de 1946-47 e 1956-57, só não conseguindo na temporada 1951-52, também liderada pelo Saarbrücken.[carece de fontes?]
Jogando constantemente a fase nacional, nela na temporada 1947-48 o clube de Kohlmeyer eliminou por 5-1 tanto o Munique 1860 (quartas-de-final) como o Neuendorf (semifinal), mas perdeu por 2-1 a decisão contra o Nuremberg. Este era o clube mais vezes campeão do país até ser superado já na década de 1980 pelo Bayern Munique,[carece de fontes?] e lá jogava Max Morlock, colega de Kohlmeyer na seleção campeã de 1954 e autor do primeiro gol alemão na final contra a Hungria. Na temporada seguinte da fase naconal, o Kaiserslautern inicialmente eliminou nas quartas-de-final por 4-1 o St. Pauli, mas foi derrotado pelo mesmo placar na semifinal pelo Borussia Dortmund.[carece de fontes?]
Na temporada subsequente, a de 1949-50, o clube eliminou o Rot-Weiß Essen nas oitavas-de-final por 3-2, mas caiu ainda nas quartas, derrotado por 5-2 pelo Stuttgart, que terminaria campeão. Na seguinte, de de 1950-51, a fase nacional passou a ser disputada em dois quadrangulares-semifinais, com seus líderes realizando a decisão. Dessa vez, o título veio: a equipe liderou seu quadrangular um ponto acima do Schalke 04 e na decisão derrotou de virada por 2-1 o Preußen Münster. Foi o primeiro título alemão do Kaiserslautern. Liebrich estreou pela seleção alemã-ocidental pouco depois, em junho daquele ano.[carece de fontes?]
Na temporada 1951-52, o Kaiserslautern terminou apenas em terceiro no torneio do Sudoeste, ausentando-se da fase nacional. Na temporada seguinte, o clube superou, na fase nacional, um quadrangular-semifinal que incluía o Colônia, onde jogava Hans Schäfer,[carece de fontes?] importante peça ofensiva na seleção campeã de 1954. Na decisão, o derrotou por 4-1 o Stuttgart. Foi o segundo título alemão do Kaiserslautern e o último até a década de 1990.[carece de fontes?]
Na temporada 1953-54, o clube voltou na fase semifinal voltou a superar o Colônia, mas terminou derrotado na decisão por 5-1 pelo Hannover 96.[carece de fontes?] Isso não impediu que o Kaiserslautern compusesse a base da seleção que semanas depois venceria a Copa do Mundo na Suíça, fornecendo aproximadamente metade dos titulares, com cinco jogadores: além de Kohlmeyer, também Werner Liebrich, Horst Eckel e os irmãos Fritz Walter e Ottmar Walter.
Após o mundial, o Kaiserslautern superou na fase nacional o quadrangular-semifinal que incluía também o Hamburgo, mas terminou derrotado por 4-3 na decisão pelo Rot-Weiß Essen, onde jogava Helmut Rahn,[carece de fontes?] grande herói da final da Copa de 1954, na qual marcou os outros dois gols alemães.
No quadrangular-semifinal da temporada seguinte, a vaga em nova decisão foi perdida nos critérios de desempate para o Karlsruher. Na posterior, em 1956-57, a equipe só somou um ponto no quadrangular-semifinal liderado pelo Borussia Dortmund, campeão do ano anterior e que asseguraria o bicampeonato seguido. Foi a última temporada de Kohlmeyer no Kaiserslautern, que já não lideraria o Sudoeste até 1963, O defensor seguiu carreira no Homburg por mais duas temporadas.[carece de fontes?]
O Kaiserslautern, com a aposentadoria dos principais jogadores daquele auge, tornou-se uma equipe de meio de tabela na nascente Bundesliga, formato adotado a partir de 1964 pelo campeonato alemão. Recobrou alguma força somente na década de 1990, onde conseguiu seus dois outros títulos na elite, em 1991 e em 1998,[carece de fontes?] ainda que também sofresse rebaixamento no período - o título de 1998 veio justamente em rara sequência com a conquista da segunda divisão.

## Seleção
Kohlmeyer estreou pela seleção alemã-ocidental em 17 de junho de 1951, em derrota de 2-1 para a Turquia, em plena Berlim Ocidental. O defensor havia acabado de participar na temporada 1950-51 do primeiro título alemão do Kaiserslautern, seu único clube. Apesar da derrota, Kohlmeyer passou a manter presença assídua na seleção: em 1951, das seis partidas realizadas pela Alemanha Ocidental, esteve em quatro; das seis de 1952,[carece de fontes?] esteve novamente em quatro; das quatro de 1953, esteve em três, incluindo duas pelas eliminatórias da Copa do Mundo FIFA de 1954.[carece de fontes?] O Nationalelf superou um triangular com Noruega e Sarre, cujo técnico era Helmut Schön, posteriormente treinador da própria Alemanha Ocidental.
O desempenho de um empate e três vitórias não deixou de ser uma surpresa, após a ausência nas eliminatórias anteriores. As eliminatórias se encerraram já no ano de 1954, quando os alemães venceram por 3-1 o Sarre em Saarbrücken. A seguir, o país bateu em Basileia a anfitriã Suíça por 5-3, no único amistoso antes da Copa do Mundo FIFA de 1954, realizada semanas depois neste país. Kohlmeyer foi mantido nessas duas partidas,[carece de fontes?] bem como em cinco das seis em que a Alemanha Ocidental realizou no mundial.
Inicialmente, apesar do retrospecto nos jogos anteriores os alemães sofreram descrédito. Na estreia, precisaram virar o placar para ganhar de 4-1 da Turquia e a própria idade elevada do seu capitão era um dos fatores que causavam a impressão de que não iriam muito longe. Para a partida seguinte, o treinador Sepp Herberger mudou bastante a escalação para enfrentar a sensação Hungria. O técnicosabia que dificilmente os germânicos venceriam os magiares optou por poupar alguns titulares e alterar o posicionamento daqueles que foram mantidos, para confundir os húngaros. Dentre os mantidos, estava Kohlmeyer. A Hungria venceu por 8-3.
Por trás da ideia de Herberger, havia o regulamento de que, naquele mundial, cada grupo teria dois cabeças-de-chave, que não se enfrentariam. Por punição disciplinar à expulsão alemã em 1945 dos quadros da FIFA, a entidade delimitou que os cabeças do grupo formado também com a Coreia do Sul seriam Hungria e Turquia, forçando assim o jogo entre alemães e húngaros. O compromisso seguinte dos alemães foi um reencontro contra os turcos, goleados agora por 7-2. Foi o único jogo em que a seleção não contou com Kohlmeyer, substituído por Hans Bauer.
Apesar da classificação, os germânicos não eram considerados favoritos para a partida contra a Iugoslávia, já pelo mata-mata das quartas-de-final. O oponente era visto como uma seleção mais técnica e dominou o jogo inicialmente, a ponto do goleiro alemão Toni Turek, de 35 anos, ser descrito como o destaque do jogo. Mesmo quando não alcançava as bolas, teve sorte, com duas acertando a trave. Kohlmeyer também foi bastante importante, salvando em cima da linha outras duas chances iugoslavas. O placar foi aberto já aos 10 minutos de jogo, mas por um gol contra de Ivan Horvat. Os iugoslavos pressionaram bastante no decorrer da partida e só aos 41 minutos do segundo tempo a classificação alemã se assegurou, com o gol de Helmut Rahn finalizando o placar em 2-0, resultado considerado surpreendente contra o favoritismo adversário.
Na semifinal, a Alemanha Ocidental estava mais confiante, sabendo que a oponente Áustria havia sofrido cinco gols da Suíça, ainda que houvesse a eliminado por marcar sete. Após um primeiro tempo equilibrado, com vitória parcial por 1-0 da Nationalmannschaft, a seleção vizinha terminou derrotada por 6-1, prejudicada pelo nervosismo do seu goleiro, Walter Zeman, que não era o titular. A goleada foi uma nova surpresa. A mídia enfim reconheceu as chances de título dos alemães, embora logo minoradas com a notícia posterior de que Ferenc Puskás, lesionado exatamente naquele duelo de 8-3, estaria apto para participar da decisão após ter se ausentado ao longo do torneio em função da lesão.
O adversário, com o próprio Puskás e com Zoltán Czibor, conseguiu marcar duas vezes antes dos dez minutos, com Kohlmeyer falhando no segundo gol: protegia uma bola fácil para Turek realizar a defesa, mas terminou trombando com o goleiro e permitindo que Czibor marcasse. A partida, porém, pôde ser empatada ainda aos 18 minutos do primeiro tempo.  Apesar da igualdade imediata, os alemães mantiveram-se focados em defender-se para atacar somente por contra-ataques, como ordenado por Herberger, ciente de que os húngaros vinham de duas partidas prévias complicadas, na "Batalha de Berna" contra o Brasil e na semifinal com prorrogação contra o Uruguai.
Aos 39 minutos do segundo tempo, exatamente em contra-ataque, a Alemanha conseguiu o gol que finalizou o placar em 3-2, ainda que os adversários tivessem boas chances depois para empatar - numa delas, Puskás marcou, mas o lance foi invalidado por impedimento. A vitória de virada ficaria conhecida como "O Milagre de Berna". Após o título, Kohlmeyer jogou mais quatro vezes pela seleção, três delas ainda em 1954. Curiosamente, foi derrotado em todas: 2-0 para a Bélgica em Bruxelas em 26 de setembro, 3-1 para a França dentro de Hannover em 16 de outubro, 3-1 para a Inglaterra em Londres em 1 de dezembro e 2-1 para a Itália dentro de Stuttgart em 30 de março de 1955.[carece de fontes?]

## Títulos
Kaiserslautern
- Campeonato Alemão-Ocidental: 1950–51, 1952–53
- Grupo Sudoeste do Campeonato Alemão-Ocidental: 1949-50, 1950-51, 1952-53, 1953-54, 1954-55, 1955-56, 1956-57

Seleção Alemã-Ocidental
- Copa do Mundo FIFA: 1954